# Barkot
Barkot é uma cidade e uma nagar panchayat no distrito de Uttarkashi, no estado indiano de Uttaranchal.

## Demografia
Segundo o censo de 2001, Barkot tinha uma população de 6098 habitantes. Os indivíduos do sexo masculino constituem 56% da população e os do sexo feminino 44%. Barkot tem uma taxa de literacia de 73%, superior à média nacional de 59.5%; com 63% para o sexo masculino e 37% para o sexo feminino. 14% da população está abaixo dos 6 anos de idade.